# Estación Bowen
Bowen era una estación ferroviaria ubicada en la localidad homónima, en el Departamento General Alvear, Provincia de Mendoza, Argentina.

## Ubicación geográfica de la estación
La Estación, se encuentra ubicada a 435 km de la capital provincial.

## Historia de la estación
La Estación Bowen, ubicada en el Departamento General Alvear, Fue construida en 1912 por el Ferrocarril del Oeste, bajo la dirección del ingeniero Robert Edward Bowen. En 1948 pasó a formar parte del Ferrocarril Domingo Faustino Sarmiento. Fue clausurada para todo tipo de servicios el 5 de agosto de 1977.